# Полтавское сельское поселение (Челябинская область)
Полтавское се́льское поселе́ние — муниципальное образование в Карталинском районе Челябинской области Российской Федерации. В рамках административно-территориального устройства муниципальное образование  соответствует административно-территориальной единице Полтавский сельсовет.

Административный центр — посёлок Центральный.

## История
Статус и границы сельского поселения установлены Законом Челябинской области от 17 сентября 2004 года № 275-ЗО «О статусе и границах Карталинского муниципального района, городского и сельских поселений в его составе»

## Население
| 2002  | 2010  | 2011  | 2012  | 2013  | 2014  | 2015  |
| ----- | ----- | ----- | ----- | ----- | ----- | ----- |
| 1890  | ↘1706 | ↘1700 | ↘1678 | ↘1671 | ↘1637 | ↗1639 |
| 2016  | 2017  | 2018  | 2019  | 2020  | 2021  |       |
| ↗1644 | ↘1624 | ↘1614 | ↘1587 | ↘1571 | ↗1586 |       |

## Состав сельского поселения
| № | Населённый пункт | Тип населённого пункта          | Население |
| - | ---------------- | ------------------------------- | --------- |
| 1 | Озёрный          | посёлок                         | ↘163      |
| 2 | Первомайка       | посёлок                         | ↘170      |
| 3 | Центральный      | посёлок, административный центр | ↘1373     |

### Упразднённые населённые пункты
Посёлок Чеголок (в 2023)